# 徐文沔
徐文沔（1515年—？），字可繩，號澗濱，浙江衢州府開化縣人，民籍，明朝政治人物。

## 生平
嘉靖十三年（1534年）甲午科浙江鄉試第六十一名舉人，二十六年（1547年）中式丁未科二甲八十五名進士。禮部觀政，授福建建阳知县，移甌寧縣知縣，升南京禮部主事，歷官禮部祠祭司郎中。官至吏部稽勳司郎中。

## 家族
曾祖徐鑾，曾任監察御史；祖父徐組，曾任教諭；父徐璉，曾任學正。母程氏。嚴侍下。從兄徐文溥，按察司副使，兄徐文湯，弟徐文瀹、徐文潢、徐文泮、徐文濱。
子徐公敬，萬曆進士。徐公恕。